# 12139 Tomcowling
A 12139 Tomcowling (ideiglenes jelöléssel 4055 P-L) a Naprendszer kisbolygóövében található aszteroida. Cornelis Johannes van Houten,  Ingrid van Houten-Groeneveld és Tom Gehrels fedezte fel 1960. szeptember 24-én.